# 巴克里索莫雷諾港

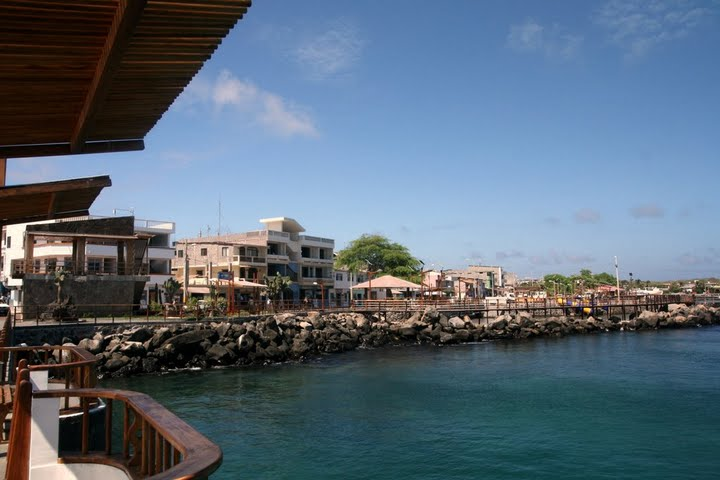
巴克里索莫雷諾港

巴克里索莫雷諾港（西班牙語：Puerto Baquerizo Moreno），是南美洲厄瓜多的首府，位在東部聖克里斯托巴爾島的西南部。人口18,640人（2001年）。

## 脚注
1. ↑  参考：「ecuador Provinces, Major Cities & Towns - Statistics & Maps on City Population （页面存档备份，存于）」

## 關連項目
- 查爾斯·達爾文